# Див пелин
Дивият пелин (Artemisia vulgaris) e тревисто многогодишно растение, разпространено докъм 1200 m н.в. из храсталаци. Листата му отгоре са тъмнозелени, а отдолу – влокнести и сиво-бели, което го отличава от повечето видове пелин. Цъфти от юли до октомври, плододава от август до октомври.

## Други
Надземната част се използва за медицински цели във вид на запарка.